# Travelcard Zones 7-9
Le Travelcard Zones 7-9 (precedentemente Travelcard Zones A-D) sono delle zone accessorie dello schema tariffario correlato alla Travelcard di Transport for London.

## Scopo
Le zone al di fuori della Greater London a nord-ovest dell'Hertfordshire e del Buckinghamshire, contrariamente alle zone da 1 a 6, non sono perfettamente concentriche alla zona 1. Esse, al momento, includono 8 stazioni della Metropolitana di Londra, sulla Metropolitan Line, e sul London Overground, poste al di fuori della Greater London e non comprese nelle zone 1-6. La stazione di Watford Junction non è inserita nello schema zonale.

## Storia
Fino ai tardi anni novanta, alcune stazioni poste all'estremità orientale della Linea Central erano anche in Zonea A e B (l'ultima stazione nella Zona 6 era Loughton) con Epping in Zona B e (prima della loro chiusura nel 1994) North Weald e Ongar in zona C e D rispettivamente. In ogni caso da allora, la Zona 6 è stata estesa ad Epping, ora divenuto capolinea.
Il 2 gennaio 2008 le zone A-D vennero sostituite dalle nuove zone numerate dal 7 al 9.

## Zone tariffarie
Esistono due tipi di tariffe disponibili per i viaggiatori delle Zone 7-9: Travelcard (biglietto cartaceo) e Oyster pay as you go. La tariffa Oyster pay as you go è basata sulla distanza e sull'orario in cui si viaggia mentre la Travelcard tiene conto soltanto delle zone in cui si viaggia. Le tariffe per viaggiare verso o dalle Zone 7-9 sono le seguenti:
|                                    | Zona 1 | Zona 2 | Zona 3 | Zona 4 | Zona 5 | Zona 6 | Zona 7 | Zona 8 | Zona 9 |
| ---------------------------------- | ------ | ------ | ------ | ------ | ------ | ------ | ------ | ------ | ------ |
| Travelcard Biglietto o Oyster      | £5.50  | £4     | £4     | £3     | £3     | £3     | £3     | £3     | £3     |
| Oyster Da lun. a ven.: 7-19        | £4.50  | £3     | £2.50  | £2     | £2     | £1.50  | £1     | £1.50  | £1.50  |
| Oyster Da lun. a ven.: altri orari | £3     | £2     | £1     | £1     | £1     | £1     | £1     | £1     | £1     |

Queste tariffe non vengono applicate da tutte le Compagnie ferroviarie operanti sul National Rail. Occorre consultare i singoli siti web delle stesse.

## Stazioni
| Stazioni            | Linea        | Borough      | Zone 2007 | Zone 2008 |
| ------------------- | ------------ | ------------ | --------- | --------- |
| Amersham            | Metropolitan | Chiltern     | D         | 9         |
| Bushey              | Watford DC   | Watford      | n/a       | 8         |
| Carpenders Park     | Watford DC   | Three Rivers | n/a       | 7         |
| Chalfont & Latimer  | Metropolitan | Chiltern     | C         | 8         |
| Chesham             | Metropolitan | Chiltern     | D         | 9         |
| Chorleywood         | Metropolitan | Three Rivers | B         | 7         |
| Croxley             | Metropolitan | Three Rivers | A         | 7         |
| Rickmansworth       | Metropolitan | Three Rivers | A         | 7         |
| Moor Park           | Metropolitan | Three Rivers | 6 & A     | 6 & 7     |
| Watford             | Metropolitan | Watford      | A         | 7         |
| Watford High Street | Watford DC   | Watford      | n/a       | 8         |